# Infamous Quests
Infamous Quests — незалежний розробник відеоігор, відомий розробкою пригодницьких ігор. 

## Історія
Компанія була заснована у 2012 році Стівеном Александром та Шоном Міллсом, які раніше заснували Infamous Adventures, аматорську компанію з розробки ігор, яка переробила старі пригодницькі ігри Sierra Entertainment на початку 1990 -х років. Вони вирішили створити Infamous Quests, щоб відокремити його від своєї безкоштовної компанії-розробника ремейків, і в 2012 році вони оголосили про вихід Quest for Infamy, пригодницьку RPG, створену за допомогою Adventure Game Studio, де гравець бере на себе роль Вільяма Рема.
Розробники зібрали $ 63 281 на Kickstarter для виробництва Quest For Infamy, а в червні 2014 року гра внесла журнал Time до списку 20-ти відеоігор на літо 2014 року.
Quest for Infamy була випущена у 2014 році, а в березні 2015 року компанія оголосила про дві нові ігрові назви, Order of the Thorne: The King's Challenge, пригодницьку гру, яка є першою в запланованій антологічній серії ігор та приквелом до Quest for Infamy, під назвою Quest for Infamy: Roehm to Ruin.
Order of the Thorn: The King's Challenge вийшла на початку 2016 року, реалізувавши першу назву, обіцяну в рамках краудфандингової кампанії.